# さのさとり
さの さとり（1993年6月12日 - ）は、日本のAV女優。2022年までは藤波さとりなどの名義でも活動した。

## 略歴
2015年9月、アダルトビデオメーカー・プレステージの専属女優「幸田ユマ（こうだ ゆま）」としてAVデビュー。所属事務所はディノ。
2016年1月をもって専属を離れ企画単体女優となる。
2017年2月16日、新たに開始したTwitterで所属事務所をティーパワーズに移し「藤波さとり」に改名したことを報告。
2022年10月16日、Twitterにてティーパワーズ退所、フリーランスとして活動する意向を表明。
同年11月7日に「さのさとり」に改名を発表。14日にフリー女優連盟に加入。
水着撮影会中止騒動では、AV出演被害防止・救済法の件などから他人ごとではないと考え、2023年6月18日開催の「水着撮影会やグラビアなど自分の表現する場を守るべく魅力を伝える」パレード、およびアフターパーティーに参加した。

## 人物
- 東京都出身[1]。
- 趣味はコスプレ、特技はPCゲーム[1]。
- プライベートでの恋愛経験がなく恋愛感情とセックスが結びつかない故、セックスが気持ちいいと思ったことがなかったが、AVデビューしてから今までと次元の違うセックスを知った[7]。
- インタビューでは「自分をひとことで言うとオタク女子」[7]、「面倒くさいオタク」[8]と答えている。
- 座右の銘はないが、好きな詩に「なべて世は事もなし」を挙げている[9]。
- 印象的な撮影にTMA『ラブアイブ!2』での、ダンスだけのシーンに丸1日かけて撮影したことを挙げている[9]。

## 出演作品

### アダルトDVD

#### 「幸田ユマ」名義
- 新人 プレステージ専属デビュー（9月19日、プレステージ）
- 幸田ユマの、いっぱいコスって萌えてイこう!（10月22日、プレステージ）
- 新・絶対的美少女、お貸しします。 ACT.49（11月20日、プレステージ）
- 幸田ユマがご奉仕しちゃう♥超最新やみつきエステ（12月19日、プレステージ）

- 人生初・トランス状態 激イキ絶頂セックス（1月20日、プレステージ）
- 制服美少女と性交（3月4日、ドリームチケット）
- 放尿、潮吹き、大失禁。（3月7日、プレミアム）
- シロウトTV×PRESTIGE PREMIUM 22（3月19日、プレステージ）※「ゆま」名義
- お仕事中のお姉さんは職場で制服のままM男の乳首をイジるのがお好き♥ VOL.03（4月1日、ドリームチケット）
- お姉ちゃんのリアル性教育（5月19日、グローリークエスト）
- 一週間禁欲させられムラムラしている状態で媚薬を塗りたくり拘束監禁した後のビックンビックン痙攣絶叫FUCK（5月19日、乱丸）
- オフパコ報告 コスプレイベントナンパ連れ込みSEX隠し撮り 2 〜素人レイヤーに声を掛けハメ撮り顔射中出し無許可販売〜（6月10日、TMA）※「YUMA」名義
- 親の居ない日、僕は3人の妹とむちゃくちゃSEXした。（7月8日、TMA）
- ラッキースケベ 突発性ハレンチ症候群（7月19日、Rookie）
- 実録 同僚と日替わりセックスしているヤリマンOL（7月19日、ヤリマン伝説）※「Yさん」名義
- 顔出し!女子大生限定マジックミラー号 素人娘にMM号内でインタビュー中にいきなりデカチン即ハメ! はじめましてで巨根をねじこまれ戸惑う間もなく素人オマ○コの感度は急上昇!激ピストンで本気イキ!! in池袋（8月6日、ディープス）※「さやか」名義
- 新型おもちゃの実験台にされて潮を吹かされても『監督になりたいんだよね?』と言われたら、何も言い返せず泣き寝入りするしかないサディスティックヴィレッジの女AD 2（8月6日、サディスティックヴィレッジ）
- クソナマイキな万引き女子校生を制裁生ハメ狩り 呼びつけた親や担任教師が謝罪する隣部屋で土下座させて中出し!（8月6日、サディスティックヴィレッジ）
- 街行くJKに「ヤって!TRY」 アナタの理想のチ○ポ書いて下さい!!（8月12日、DOC）※「さき」名義
- 敏感イキまくり黒髪美少女!!（8月13日、イッパツオネガイ）
- 《後輩から真っ先に相談される率毎年上位》 真面目で穏やかしかし実はスケベなのでは?!という噂のまだイッた事が無い「イク!」に憧れる女子社員4名による社内での破廉恥映像を発見!しかも内2名は真正中出しSEXを?!（8月18日、SODクリエイト）※「旗田かさね」名義
- すごい吸引力のキ○タマ絞りと手コキ噴射 〜究極の痴女達が精液製造所を飲み込む勢いで猛吸引〜（8月19日、SEX Agent）
- なめらかスローフェラチオ 4 〜柔らかな唇、唾液のぬめり、丹念に丁寧にじんわりと〜（8月19日、SEX Agent）
- 頑なにAV出演を拒んでいた行きつけの有名丼チェーン店のアイドル店員のYちゃんを口説いて撮影に成功。そして勝手に発売!!（8月26日、S級素人）※「Yちゃん」名義
- そそるカラダとはつまりこれ（8月26日、バルタン）
- 女子校生を狙った尾行押し込み中出しレイプ（8月26日、青空ソフト）
- 完璧な性奴隷 5（8月26日、MAD）
- 超絶倫ヤリマン女子! 去年まで女子校だった学校(※しかも超ヤリマン校)に入学したら中学時代女子に縁遠かったボクでも簡単にヤレると思っていたらそれ以上だった!! 男子は2人だけだから校内は女子校状態で無防備なパンチラ&胸チラは当たり前で勃起してしまうのは必然。当然バレてしまい「終わった…」と思ったら目の色を変えてボクのデカチンをガン見!そしてまさかの神展開へ!絶倫ヤリマン女子たちはデカチン勃起に貪りついてきて所構わずヤリまくってくるのです!! しかも何度も何度も中で発射させられチ○ポが勃起しなくなるまでヤラされちゃいました!!（9月1日、Hunter） ※AV OPEN 2016 企画部門エントリー作品
- 田舎のお嬢様学校の女子校生をさらって生ハメ! 射精直前に「お前より可愛い娘を今すぐ電話で呼ばないと中出しするぞ」と脅して友達を連れてこさせて結局全員にナマ中出し!スペシャル 2（9月1日、サディスティックヴィレッジ） ※AV OPEN 2016 ハード部門3位
- 媚薬貞操帯×ビッグバンローター vol.1 マユ(23) 職業:保育士（9月8日、サディスティックヴィレッジ）
- 「やばい!妹に中出し!?」 性の知識が希薄な妹は僕の事を男として見ていないのか、家の中ではいつも無防備な姿でウロウロ…。今まで気にした事もなかった僕だったがいつの間にか成熟した身体になった妹をまじまじと見て興奮してしまい… 5（9月9日、DOC）
- 優しく喉奥まで突っ込むソフトイラマチオ 〜労りながらもとことん根本まで咥えさせる、強要のないイラマチオ〜（9月16日、SEX Agent）
- ラブアイブ! サンシャイン!!（9月23日、TMA）
- 帰省してきた姪っ子 家族に隠れて近親相姦 3（9月23日、S級素人）
- 新任女教師 幸田ユマ マシンバイブ調教×催淫三角木馬×危険日中出し15連発 そのすべてで潮!潮!潮! 21（10月6日、サディスティックヴィレッジ）
- 日本在住の黒人男性による素人女子大生口説き連れ込みメガち○ぽSEX! 彼氏の短小ち○ぽでは満たされないま○この奥を黒人ち○ぽで本能のままガン突きされ生まれて初めて連続絶頂してしまう日本人娘（10月7日、ディープス）
- SOD女子社員 Let's セクハラし放題スペシャルDAY ハロウィンパーティー（10月20日、SODクリエイト）※「旗田かさね」名義
- 母親の身代わりになって義父に来る日も来る日も寝取られ続けた娘。（10月20日、ヒビノ）
- 世界初!匂いつきAV 教え子を教室に呼び出して健康診断と称したプライベートないたずら 2 顔に似合わないふさ毛をふるわせて羞恥に耐えるジミマジ(地味でマジメな)娘（10月20日、サディスティックヴィレッジ）
- 口腔内性感マッサージ …アソコより、セックスより恥ずかしい お口の中口腔性感マッサージ!（10月20日、新中野小劇場）
- 銀河特捜デイトナレンジャー 〜犯されたデイトナイエロー、撮られた恥辱姿〜（10月28日、GIGA）
- 素人ナンパ!! とりあえず素股までが間違えてチ●ポがズボリッ!! Part.10（11月11日、S級素人）
- 衝撃! ケツ毛ボーボーのデカ尻女（11月23日、ROCKET）※「ケツ橋しょう子」名義
- ギガペニス VOL.4 黒人解禁 Hold〔太さ〕16cmxLength〔長さ〕23cm（11月23日、サディスティックヴィレッジ）
- 素人娘開脚オマ●コぱっくりオナニー21人スペシャル（11月25日、S級素人）
- テレビ番組の制作会社に勤める若手女性AD奮闘記!!業界の底辺にいる彼女たちの日常に密着!!取材交渉、大手スポンサーへの接待、大物芸能人へのお詫びの印、はたまたディレクターへの昇進をかけて、様々な場面で多発するエロ行為をスクープ!!（11月25日、SCOOP）
- 女子とは全く縁のなかった僕を兄貴の奥さんが家族にバレないように誘惑してくるので未経験チ○ポは爆発寸前です。兄貴が近くにいるのに挿入させてくれるんですかぁ〜?（12月8日、SWITCH）
- 過激すぎるド素人妻 2（12月9日、S級素人）
- 母親公認。家庭教師は私を常に縛りつける。ゆま つるつるパイパン（12月13日、ミニマム）
- 一般男女モニタリングAV マジックミラーの向こうには大好きな彼氏! 2人っきりの密室で素人女子大生が童貞で悩む彼氏の友達と1発10万円の中出しSEXで筆おろしに挑戦! 2 憧れの友カノに興奮した勃ちっぱなしチ○ポといけないと思いつつも火照ってしまった発情マ○コは彼氏の目の前で何度も中出し!! 合計18発（12月19日、ディープス）※「あいな」名義
- SOD女子社員 全裸オナニー名簿 25名（12月22日、SODクリエイト）※「旗田かさね」名義
- 社運をかけた大ロケの裏側で汁男優やスタッフにセクハラや性的なイタズラをされても自分のせいでロケが失敗したら困るから泣き寝入りするしかないサディスティックヴィレッジの女AD（12月22日、サディスティックヴィレッジ）
- 話題沸騰!! 中出しのできるおもてなしハーレムカフェ（12月23日、BAZOOKA）
- 褒めて癒して中出しさせてくれる極上淫語秘書 2（12月23日、BAZOOKA）

- SOD七福女子社員にぶっかけごっくん福マ○コ大乱交 初射精特濃ザーメン 新年会2017（1月6日、SODクリエイト）※「旗田かさね」名義
- 帰宅まで我慢できない野外アクメ! 媚薬が効きすぎてオナニーを抑えきれず何度もイキ漏らす発情JK 3（1月6日、ナチュラルハイ）
- 椎名そらさんが呼んできたお友達と乱交（1月7日、ZUKKON/BAKKON）
- 親にも学校にも言えない、女子校生放課後限定バイト 11（1月13日、S級素人）
- 裸のエントリーシート（1月27日、S級素人）
- 一般男女モニタリングAV “時限式絶対に破けるコンドーム”を渡して社会人男女へ強制中出しドッキリ企画! 社内で評判の女子社員と妻子持ちの上司がラブホテルで過激なエロミッションに挑戦! 盛り上がった2人は生ハメとは知らずに想定外の膣内射精!!（2月7日、ディープス）※「りの」名義
- 焦らして焦らして契約をとる寸止め性保レディ 6（2月10日、BAZOOKA）
- 現役女子大生ナマ中出しライフ 8（2月10日、S級素人）
- SOD女子社員12名が気持ち良くなりながら主観レポート 11SEX+1パイズリ 市場調査一転!おま○こでオナニーサポートへ!（2月16日、SODクリエイト）※「旗田かさね」名義
- ヒロインイメージファクトリー 57 銀河特捜デイトナイエロー（2月17日、GIGA）
- ヒロインショートストーリー スーパーレディー:邪気ドミネーション編/セクシー仮面:囚人輪姦編/スパンデクサー:恥辱電マ責め編/ミス・マーシャル:さらし者凌辱編（2月24日、GIGA）
- 早漏ジョシのスピーディーアクメ 〜私は私のイイトコを知っている〜（3月17日、SEX Agent）
- イケメン早漏彼氏の高速セックスでイキ寸止め状態の彼女は超欲求不満でボクに続きを求めて来た! 親が共働きで遅くまで帰ってこず、家には誰もいないので、クラスのイケメンが次々と女子を連れて来てラブホ代わりにボクのベッドを使っていく!嫌だけど断らない!なぜなら… イケメンは超早漏で、女子がイキかけるとすぐ発射しちゃうんです。女子は物足りなくてもう1回求めるけど、イキかけるとまた発射!! その繰り返しで何度エッチしようが何度もイキ寸止め状態。だからボクのずっと勃起しているチ○ポを見たら我慢できず、こっそり一人で戻ってきて「イカせて欲しい」と頼んでくる!今までの欲求不満を晴らすかの如く激しく腰を振ってきてエッチができオイシイ思いをしています。（3月19日、Hunter）
- 陸上部補欠 美琴ちゃん19歳 ハミパン生シミ変態猛特訓 素人使用済下着愛好会（3月25日、クンカ）※「美琴」名義
- 真面目なフリをしてました。 純情美少女のエッチな告白（4月1日、S-Cute）
- 変態すぎるド素人娘スペシャル 5（4月14日、S級素人）

2018年
- 黒髪ロリ美少女がときどきオトナの顔をする（8月1日、S-Cute）

#### 「藤波さとり」名義
- 素人男女観察AV モニタリング 新卒社会人1年目の女部下と既婚の男上司がラブホテルで6個入りコンドームを一箱使い切ったら100万円!! 上司と部下の一線を越えて、はたして2人は何発不倫発射してしまうのか!?（5月18日、SODクリエイト）※「さくら」名義
- マジックミラー号 「実は膣内でイケないんです…」 心優しい現役ナースさんがマ○コで射精することの出来ない男性を真正中出しでお悩み解決!! 2（6月1日、SODクリエイト）※「ゆうな」名義
- 格闘姫陥落 火鷹舞（6月9日、GIGA）
- スケベなお嬢様JKと中出し集団援交乱交 発射無制限! 30発真正中出し(※素人男性12名参加)（6月15日、SODクリエイト）
- 短期集中育成! 猛烈!フルコミットコーチング! 内に秘めた“雌”の解放 春原未来が3人のうぶな新人女優を変態痴女調教（6月15日、SODクリエイト）
- クリ酔い痴漢 無理やりマ○コに酒を塗られホロ酔い状態で失禁する女子高生（6月15日、ナチュラルハイ）
- 彼女のお姉さんは、誘惑ヤリたがり娘。 13（6月30日、プレステージ）主演:凰かなめ
- コンドームなしでエッチな状況になったらどうなるのかをモニタリング 学園のマドンナ先生に恋をした元教え子童貞の真面目な告白を断りきれずに優しく筆下ろし! 「コンドームを付けないと赤ちゃんできちゃうんだよ…」と言いつつも生ハメ生中出し15連発（7月6日、SODクリエイト）※「みゆき」名義
- 一般男女モニタリングAV グループで旅行中の素人大学生限定 男女の友達同士が夜行バスで乗客にバレないようにハメ撮りSEXに挑戦! 友達が近くで寝ている車内で喘ぎ声を出せない状況に興奮して漏れてしまう吐息と愛液! フル勃起チ○ポから伝わるバスの振動で敏感マ○コの快感が急加速!! 女子大生がデカ尻をビクビク震わせ本気イキ連続絶頂! 合計41回!（7月7日、ディープス）※「ももか」名義
- ヒロインフェロモン功罪 スパンデクサーコスモエンジェル編（7月14日、GIGA）
- イクイク♥早漏妹と排卵日子作り生活 ACT.001（7月14日、REAL）
- 美脚×ハイレグ×ストッキング眼鏡 VOL.003（7月14日、BAZOOKA）
- 即ハメ痴漢 5（7月20日、ナチュラルハイ）
- フェラチオJKリフレクソロジー Vol.001（7月21日、TODOManic）
- 夜勤中の人妻看護師覗き 6（8月10日、ホットエンターテイメント）
- 素人さん応援企画 優しい女先輩で童貞を卒業したい! 1発10万円の筆おろし中出しSEX!? 4組合計15発の絶倫射精!（8月15日、ピーターズ）
- 女のオーガズムは男の10倍! 完全主観 女目線で自分のカラダがイキまくる！女だらけのいいなりレズ女子寮（8月24日、SODクリエイト）
- 変態用務員に何度も犯されて（10月5日、GIRL'S CH）
- 汚された制服美少女 狙われた放課後 VOL.001（11月10日、S級素人）
- 渋谷からド田舎に転校してきた女子○生 ビッチと勘違いされて野蛮な日焼け男どもにヤられまくった… 「もう無理」と言っているのに何度も何度もイカせてくるし!（11月16日、SODクリエイト）
- マジックミラー号 「スポーツ女子は締りが良い!?」 腹筋陸上部女子が膣圧測定! キツキツマ○コはチ○ポを受け入れ 真正中出し吸引発射!!（12月7日、SODクリエイト）
- 家政婦呼んだらまさかのスク水ニーハイ姿のデカ尻娘が! ハミ出る尻肉! 足に張りつくニーハイに興奮した僕は我慢できず即ハメ生挿入! 膣奥に響く激ピストンで何度もイキまくり! 気持ち良過ぎて何度も中出し懇願! 3（12月8日、V&R PRODUCE）
- 一般男女モニタリングAV マジックミラーの向こうには大好きな彼氏! 素人女子高生とチ○ポが大きすぎて困っている日本在住の黒人男性が1発10万円の人生初のガン突き連続射精SEXに挑戦! 2 未発達のキツキツオマ○コに外国サイズの黒デカチ○ポをねじ込まれ衝撃ピストンが子宮に直撃!! 彼氏の目の前で何度も中出しSEX!! 合計12発（12月19日、ディープス）
- 「この娘…犯したい…」 VOL.007 真面目な私立女子校生がSEX中毒淫乱女に堕ちる時。（12月22日、BAZOOKA）

- 突然、どろっどろ精子が降り注がれる日常 学園生活で「常にぶっかけ」女子○生（1月11日、SODクリエイト）
- 寝取らせ検証 『綺麗な裸を残しておきたい』メモリアルヌード撮影で共演した夫よりも若いモデルの他人棒を見て愛液を垂らした妻はその後、SEXしてしまうのか? VOL.4 新春拡大版!!（1月11日、コスモス映像）※「めぐみ」名義
- 「私…お父さんの子供妊娠する!」 女子○生のデカ尻娘が突然訪ねた大好きな父の家にはまさかの婚約者が…。 絶対に取られまいと馬乗り生挿入! ガッチリホールドで強制的に何度も何度も膣内射精させられる! 2（1月12日、V&R PRODUCE）
- 弟が大好きな女子大生が終電を逃したふりをして、初めてのラブホテルお泊りで童貞弟を誘惑 成熟した姉の裸に触れた弟はコンドームなしのエッチな状況に火が付き禁断の近親相姦をしてしまう!?（1月25日、SODクリエイト）
- 妄想アイテム究極進化シリーズ 憑依チューバー おもしろ憑依動画をアップする人気憑依チューバーランキング!（2月8日、ROCKET）
- 秩序を乱す者にはエッチな制裁を!! 学園を裏で牛耳るちょっぴりサディスティックな下乳生徒会役員（3月9日、BAZOOKA）
- ゴム無し!貧乏ガール 腹ペコマ○コにおかわりチ○ポ!ザーメンたっぷり子宮パンパン! 素人娘3名とALL生ハメ 真正中出しSEX  総発射11発（3月21日、SODクリエイト）※「まこと」名義
- マジックミラー号 田舎からやってきた修学旅行生10名 未成年には過激な保健体育の特別講義でキツキツおま○こに挿入! 汚れなき10代乙女の顔に精子をダラっと発射! 2 10人中10人挿入成功!（3月21日、SODクリエイト）※「すみれ」名義
- ゴム無し!貧乏ガール 腹ペコマ○コにおかわりチ○ポ!ザーメンたっぷり子宮パンパン! 素人娘3名とALL生ハメ 真正中出しSEX 総発射11発（3月21日、SODクリエイト）※「まこと」名義
- いつも僕を「童貞童貞」と小生意気に見下す妹が非ヌキ系メイド洗体リフレで働いていた!!弱みを握った僕はそこに付け込み、エッチな事を要求していったらどうなってしまうのか!?禁断の近親相姦的生中出しSEXは起こり得るか!?徹底SCOOP!!（3月23日、SCOOP）
- コンビニへ行こうよ! 恋は24時間営業中♥（4月12日、SILK LABO）
- ゆとり世代の女子校生を諭して愛情中出し（4月13日、BAZOOKA）
- 本当にあった濡れる話 〜いけない関係編〜（5月10日、GIRL'S CH）
- 本当にあった濡れる話 〜ねじれた関係編〜（5月10日、GIRL'S CH）
- 学生時代にフラれた清楚系女子が東京でNo.1デリヘル嬢になっていた!? 本人に問いただすと「地元の親には言わないで…」と懇願されたので、交換条件であの日のリベンジ中出し敢行!!（5月11日、SCOOP）
- 妄想アイテム究極進化シリーズ 変身ヒロインOL但しド痴女化 空前絶後のギャップヒロインの誕生!地味で非力な私が変身サプリで凄い力と性欲を手に入れた!?（6月21日、ROCKET）
- 青春!性春!? パパ活女子大生白書（7月13日、S級素人）
- 大好きなカノジョをハメ撮りしちゃいました。 じゃれてるうちに快感が止まらなくなってしまう美少女とみだらな行為（7月13日、S-Cute）
- HHHコラボ企画 Hunter×Apache 転入して新しく通うことになった学校は女子だらけで男はボク1人!「親友だから先に彼氏を作るとか抜け駆けはなしね」そう誓ったはずなのに、女子だらけのクラスに突然、男子の転入生が来て状況は一変。みんな実は男に超飢えていて欲求不満!「いち早く彼氏が欲しい!」とこっそり裏切りの連続でボクに迫る女子たち。 女の上辺だけの友情に縛られた禁欲生活から解放された女子は性欲全開でみんな尋常じゃなく感じまくり!淫乱クラスメイトに連日チ○ポを求められる日々!そんな性に目覚めた女子たちが今度は…「中出しされて妊娠したくないなら友達をここに呼び出してよ!」絶倫少年友達連鎖中出し輪姦の被害者に! 2枚組360分!（8月19日、Hunter）
- レ○プ魔に取り憑かれたママに犯された! レズレ●パー! 〜ノットられた母親が娘と娘の友達を犯す様子を完全収録〜（9月6日、SODクリエイト）
- 勉強しかできないメガネっ子女子大生4人組の性の偏差値アップ研究（9月14日、BAZOOKA）
- 一般男女モニタリングAV 素人大学生の性欲徹底検証 朝までエッチしなければ賞金10万円 終電を逃した男女の友達はラブホテルで2人っきりになったら1発10万円の連続射精セックスに挑戦してしまうのか!? 5 彼氏がいてもラブホテルのエッチな雰囲気に呑まれた女子大生オマ○コが男友達のフル勃起チ○ポを生挿入で人生初の中出しセックス!! 4組合計17発を完全盗撮!（9月19日、ディープス）
- AV女優 裸コレクション 第八弾（10月12日、V&R PRODUCE）
- 親が再婚して若くて超カワイイ妹ができたラッキーな僕!!一緒に生活する事になるもほぼ同い年の義理の妹にムラムラが止まらない。親が帰ってこない夜、妹の部屋にこっそり夜這いを仕掛ける!!（10月12日、SCOOP）
- 某都市で人気のビデオパブには上級な嬢が集まっており、手コキのみのはずが勝手にフェラまでしてくれるという情報を入手し潜入調査!!その先には夢のような展開が待っていた!!（10月12日、SCOOP）
- 一度チ●ポに喰いついたら離さない! スッポンフェラ妹（10月15日、ピーターズ）
- 一般男女モニタリングAV 素人女子大生の友情数珠つなぎ企画 友達を30分以内に電話で呼び出し“身代わり”にして密室から脱出せよ! 制限時間を過ぎたら女子大生にデカチン即ハメ! イってもやめない激ピストンで友達が来るまで生中出しは終わらない（10月19日、ディープス）
- 「お兄ちゃん私の子供みたいな胸触ってどうするの??」 超可愛くて最近、胸がふくらみ始めた女子○生の妹はボクの超どストライク!! 2 性格もいいし優しいしとにかく可愛い!!周りの友達からも｢お前の妹可愛いな｣と言われるくらいの自慢の妹です!!年を重ねるたびにどんどんボクのタイプになり最近では胸もふくらみ始めてもう我慢の限界!!しかも家では常に無防備だからパンチラどころか胸チラも!更には乳首チラまで!!そんなの見た日にはもう無理です!!我慢できなくなったボクはせめてバレないように胸&乳首を触りたいと思い寝てる妹の乳首を触っていたら本当に寝ているのか乳首が弱いのか妹は過敏に反応!!その反応に我慢できなくなり徐々に激しく触っていたら「お兄ちゃん私の子供みたいな胸触ってどうするの?」と言ってきた!!ドキッ!ヤバイ!!と思ったけどよく見たら妹の目はトローンとしていて実は感じまくっていた!!妹もかなり発情していて勃起チ○ポに貪りついてきてボクが勃起しなくなるまで何度も求めてきました!!（11月7日、Hunter）
- いつでもどこでも時間停止して中出しできる学園 III（12月1日、ムーディーズ）
- 先生!おっぱいがボクの肩に乗ってます! ボクの家庭教師は美人で超優しくて今にもこぼれ落ちそうなほどの巨乳の持ち主。わざとなのか天然なのか耳元で可愛い声でささやきながら勉強を教えてくれます。かなりの至近距離で熱心に教えてくれるもんだから、先生の可愛い顔が超接近!さらに巨大なおっぱいがボクの肩に乗っかってるんです!勉強が手につきません!肩で柔らかいおっぱいを感じていたら当然ギンギンに勃起!勃起していたら先生に見つかってしまいヤバいと思ったけど我慢の限界!思わず「服の上からでいいからおっぱい触らせて下さい!」とお願いしてしまった!優しい先生は責任を感じて触らせてくれたんです!もう夢中でおっぱいを揉みまくってると、先生の息も荒くなってきたんで、どさくさまぎれに直接触っておまけに乳首をいじくり回しているとパンツにやらしいシミを作るほど感じまくり!完全にエロスイッチが入った先生は中出し以外は許さないとばかりに打ち下ろしハンマーピストン騎乗位で自らブリッジを作るくらい反り上がってイキまくり!（12月7日、Hunter）
- 気高き最強の女捜査官たち…が、ぶるんと尻丸出しで拘束されて責められてアナルをヒクつかせながら無様にイキ果てた結果「ま、参りました!もうイキましたーーー!」と降参!その態度に興奮した敵の追撃ピストンで失禁絶頂!（12月13日、ムーディーズ）
- 萌え袖キュートな女子大生の中出しソープサークル（12月14日、BAZOOKA）
- 保育園に就職したら男の保育士はボク1人!?集団突き出しピタパン尻保育士に大興奮!! 忙しい園内を見渡すと、ヒップラインが強調されたパンツスタイルのピタパン保育士だらけでとにかくエロ過ぎる!そんな環境なので…勃起しまくり!勃起していたら当然、バレてしまい醜態をさらすハメに!だけど勃起をこんな想定外の場所で目撃した保育士たちはムラムラしはじめ、ボクのチ○ポを積極的に欲しがりだして…!?誘われるがままバックで挿入すると、普段の欲求不満が抑えられなくなった保育士たちは園児には絶対に見せられないエロい表情で何度もイキまくってました!!（12月19日、Hunter）
- Aラインワンピースのパンチラ（12月25日、アロマ企画）

- 丁寧淫語でパンチラ挑発×おま○こ挑発（1月13日、アロマ企画)
- パンチラでオナニーしたい草食男子のためのリクエストdeパンチラ 2（1月13日、アロマ企画）
- 挑発するブルチラハミパン娘。（1月25日、アロマ企画）
- オモテトウラ 入れられるだけがセックスじゃ無いんだ…（1月27日、FIRST STAR）
- 女子に囲まれて男はボクひとり!?の王様ゲーム!! 文化祭準備居残りver 文化祭の準備で残った放課後の教室で、ボクは拒否権無しの王様ゲームに強制参加!普段からクラスの女子にはひどい扱いを受けているので、ビビリながらもメンバーに加わったら文化祭の準備でテンションの上がった女子と予想外のオイシイ展開に…。［王様の命令は絶対!］このルールのおかげでボクは放課後のエロ大王になれた!（2月1日、Hunter） ※AV OPEN 2018 企画部門3位
- お尻の穴の収縮とシワの本数までバッチリ分かるアナルひくひくオナニー（2月25日、アロマ企画）
- ぼっちナンパ! 2018ハロウィーンin渋谷 世界の波多野結衣様がナンパに参戦してハロぼっち娘をGETだぜ!スペシャル!! 前編（2月27日、MERCURY）
- 珍棒館 壁ち●ぽの館に迷い込んだ卒業旅行中の女子大生6人組（3月1日、ムーディーズ）
- 怒りに任せて妹の口に勃起チ○ポをブチ込んだらまさかの神展開!! 新しく出来た義妹はかわいい!しかし性格が最悪だった!自分のことをかわいいと思って、パンチラを見せつけてきては変態!とバカにしたり、思わせぶりな態度をして、からかってきたりとムカつく義妹!ついにボクはキレた!!うるさい義妹の口にチ○ポをぶち込み、何度も口内に連続発射で連続ごっくん!もうどうなっても構わないと思っていたら…義妹は超ドMだったみたいで口から溢れる精子に興奮したらしく「もっとお口に精子ください」とチ○ポを求めてきた!更にそれでは我慢できなくなった義妹は下のお口にもボクのチ○ポを欲しがり、下のお口にもごっくんさせてあげました!（4月7日、Hunter）
- マジックミラー号 女子○生が初めてののどじゃくり黒人メガチ○ポ （4月11日、SODクリエイト）※「えみり」名義
- 【奇跡】女子校生デリヘルを呼んだらオカズにしてた友達で強制生中出し!! 3（5月17日、BAZOOKA）
- 彼女の妹に愛されすぎてこっそり子作り性活♥（5月25日、本中）
- 彼女の友達J○2人に拘束されて前から後ろから連続で抜かれまくった（6月6日、ナチュラルハイ）
- 新感覚 健康×フィットネス風俗 Vol.6（6月20日、F&A）
- 背後から膣奥深く侵入する鬼畜チ○ポにイキ堕ちる危険日孕ませバック痴漢（6月25日、本中）
- 『えっ!?何でそんな格好でお尻突き出してるの?誘ってるの??あっスタート練習か…』 陸上部に所属しているボク。雨の日は校内でのスタート練習がメインなんですがコレがとにかくエロいんです!最高なんです!すぐ目の前に女子部員のプリップリの突き出した引き締まったプリ神尻が見れて、走ったり跳んだりする度にプルンプルン揺れて、勃起が全然止まりません!「もしかして誘ってる?」と錯覚してしまったボクは気がついた時には勃起チ○ポをその綺麗なプリ神尻に押し付けちゃってたんです!!「ヤバイ、どうしよう!このままでは怒られる!」そう思ったボクは半ばやけくそで、女子部員のパンツをズリ下ろしそのまま生挿入!無我夢中で腰を振り続け中出ししちゃいました!これはさすがにヤバイ!と思いきや「ねえ…もっとエッチしよう」と自らお尻をいっぱいに広げて、まだ固いままの勃起チ○ポをお尻の割れ目で挟んできたんです!それからチ○ポが勃たなくなるまで何度も何度も中出しさせられました!!（7月7日、Hunter）
- 洗脳ドリル 学校編 〜ムカつくクラスメイトの女子たちと担任の美人女教師は中出し専用の性欲処理奴隷〜（7月11日、SODクリエイト）
- ピチピチの太腿が中年おやじのザーメン搾り取る年の差20歳の腿こき（7月13日、アロマ企画）
- AJOI 究極の完全主観オナニーサポートDVD Tバックパンツ挑発 3 Aromatic Jerk Off Instruction（7月13日、アロマ企画）
- 芸能人御用達 人妻派遣型マッサージ中出し盗撮 本番強要手口の一部始終（7月15日、ロータス）
- 10分で2度抜き手こきサロン  2（7月25日、アロマ企画）
- 彼女のお姉さんがとんでもないボイン!! こっそり誘惑されて声ガマン中出しさせられちゃった僕。（7月25日、本中）
- メンズエステの聖地池袋で繁盛店に潜入して一発ハメちゃいました!!（8月1日、F&A）
- 恋するサプリ 3錠目 ―不器用なカレ―（8月8日、SILK LABO）
- 魔性のヤリマン女子○生との禁断の契約!! 親は知らない…真面目女子○生のホントの姿はエッチが大好きな小悪魔ヤリマンだった!? 家庭教師のボクが一見真面目そうな小悪魔ヤリマン女子○生と後戻りできない禁断の交換条件!その内容とは…家庭教師のバイトを始めたボクの生徒は女子○生!可愛くて真面目な様子に安心していたら…だんだんと本性を現し始めボクにべったりの小悪魔対応に!?そして遂には放棄!?授業を受けない彼女にボクが固まっていると、もし授業を受けさせたいのなら「私とエッチして」とまさかの交換条件!?ヤリマンの本性をむき出しに!!断ってもエロ過ぎる誘惑でまんまと勃起させられ、自ら足を抱え込みアソコを丸見えに!?我慢できず挿入してしまうと、気持ち良過ぎて何度も何度も発射してしまい女子○生の思う壺!!終わったあとはヘトヘト過ぎて勉強なんて教えられるワケがなく…。（8月19日、Hunter）
- 痴漢師に満員電車の中で下着姿にされ見られる羞恥で抵抗できない敏感女（8月22日、ナチュラルハイ）
- 目の前で大勢の男たちに輪姦される娘を見るか?それとも父親である自分が娘を犯すか?どっちか選べ!! 強制近親相姦 史上最悪の究極の選択!（9月7日、アパッチ）
- 超振動アクメバイク ACT.2 1分間に3万8000回転!! イクイク悶絶フィットネスでデカ尻人妻たちがイキ我慢できたら賞金ゲット!! 「もうムリですぅ…おしっこ漏れちゃうよぉ」 アクメ失禁した瞬間に襲撃!即ズボ！バック中出し!!（9月13日、はじめ企画）※「りさ」名義
- ベロチューと乳首舐めでビンビンにさせたち○ぽ、指1本触れずに腿コキで発射!（9月25日、アロマ企画）
- 文系女子がレズり合ってSEXを描くエロ漫画研究部（10月13日、ムーディーズ）
- マジックミラー号ハードボイルド 街で働く女性に“濡れると光るストッキング”を履いてもらって美脚を堪能!興奮してきたらお金で口説いてデカチン激ピストン!（10月24日、サディスティックヴィレッジ）
- 固定バイブだるまさんが転んだ 15（11月13日、はじめ企画）※「さりな」名義
- サボってばかりの美人家庭教師に種付けプレスで中出し制裁 勉強教える気ゼロ!サボってばかりの美人家庭教師に睡眠薬を飲ませおっぱい揉んだりパンチラ盗撮したり性的イタズラを4週間毎日繰り返し、薬の量を徐々に増やしイタズラも勝手に手コキさせたり素股したりとエスカレート。遂には5週間目に媚薬まで飲ませて今まで撮ったイタズラ画像で脅して種付けプレスで中出し制裁してヤリました!（11月19日、アパッチ）
- TSFふたなり家政婦びんびん洗脳物語 〜狙われた大金持ちの女系家族〜（11月21日、ROCKET）
- さとり女王様の調教部屋（12月13日、サロメ）
- ヤリざかりNTR 初恋当初は処女だった片思いの同級生に3年ぶりに再会したら経験人数100人のビッチになっていた! 気が付いたら、僕の目の前で、親友と中出しSEXをし始めていた…（12月25日、本中）

- 放課後の学校でエッチしちゃった話（1月1日、S-Cute）
- 一人カラオケ個室オナニー盗撮 黒パンスト半脱ぎで指ズボオナニーして白濁の本気汁を垂れ流して即イキするOLを隠し撮り 4（1月1日、変態紳士倶楽部）
- サービス最悪の出張女子エステティシャンを身動き取れない悶絶追撃アクメ鑑賞 イっても止めない固定電マで何度も痙攣失禁させ拘束フェラさせた件。（1月1日、変態紳士倶楽部）
- 一般男女モニタリングAV 素人女子大生限定! 恋人がいない大学生の男女はキスだけで恋に落ちて初対面の相手とSEXしてしまうのか? 惹かれあった2人のキスまみれの完全プライベートSEXを大公開!! 6 惹かれあった2人のキスまみれの完全プライベートSEXを大公開!! 初めての生中出しスペシャル!!（1月7日、ディープス）
- 昨日まで童貞だったボクが1日にして経験人数7人! 超絶倫童貞男が女子寮の女の子たちを手あたり次第ヤリまくりでノンストップ中出ししまくり! お姉ちゃんが住んでいる女子寮に親から頼まれた荷物を持ってきたボク。男が来るのはとても珍しいらしく寮に住んでいるお姉ちゃんの女友達がからかってくるんです!からかっているうちに、ボクが童貞だという事を知った女子が抜け駆けしてこっそりとボクの童貞を奪いに来た!1回のエッチでセックスに目覚めてしまったボクはチ○ポを挿れたくて挿れたくてしょうがない!「もうエッチは終わり」と言っている女の子を追い回しては、ハメまくりで中出ししまくり!しかも、そこに別の女の子が現れて、ボクは本能のままにその別の女の子に即ハメ!そしてまた別の女の子を見つけては本能のまま即ハメ!次々と女子寮に住む女の子たちを追い回しては中出しする獣と化してしまいました!童貞だったボクが1日にして7人もの女性とヤリまくり!（1月7日、Hunter）
- レズビアンパーティ RICH LESBIAN PARTY（1月7日、ビビアン）
- ヒロインW洗脳 悪の女幹部ヴェルマリア&ヴェルローズ（1月10日、GIGA）
- 円光女子●生 はじめての種付け孕ませ（1月25日、ホームルーム）
- 都会の密室 女子校生エレベーター舐め痴漢 乳吸い連れ込み中出し（1月25日、堅者の食卓）
- 文京区にある女教師が通う整体セラピー治療院 26（2月1日、変態紳士倶楽部）
- 校舎内の階段を勝手に立ち入り禁止!助けを求めることもできず体液まみれでイカされ続けた気弱女子○生（2月7日、アパッチ）
- 寝取り屋痴女×逆輪姦テレビ電話 元カノが依頼した寝取り屋女に浮気現場を仕組まれて愛する今カノの目の前でハーレム逆輪姦中出し動画をテレビ電話で晒され続けた僕。（3月25日、本中）
- 絶対に手を出してはいけないひよこ女子に媚薬まみれの極悪チ○コで鬼イラマチオ。そして… その肆(4)（4月23日、ひよこ）
- 白濁に汚れた青い春 2名の出席簿 制服の華盛り（4月27日、FIRST STAR）
- 初めてのSEXの日、服を脱いで露わになる彼女のカラダ（8月14日、ヒメゴト）
- おしゃぶり姫 藤波さとり（11月13日、レアルワークス）
- Re:start～止まっていた恋が動きだす～（12月3日、ムラっch）裕美役
- レズビアンに囚われた女潜入捜査官 ～ウィルス研究所の冤罪に隠された真実の闇～ 吉根ゆりあ 晶エリー（12月7日、ビビアン）
- 彼女が3日間家族旅行で家を空けるというので、彼女の友達と3日間ハメまくった記録（仮） 藤波さとり（12月13日、アリスJAPAN）

- 新人ニコニコ笑顔のNTR天使ちゃんうちの彼氏が浮気してるのでワタシはAVデビューしてナマ精子膣に出しちゃった （でも実は寝取られ好きなので、むしろ興奮しちゃってますけど…笑） 加茂なぎ（1月25日、本中）
- 唾液ダラダラ！愛液ドロドロ！黒髪女子○生を粘着なめくじクンニで惚れさせるレズ汁痴●3（7月22日、ナチュラルハイ）
- 本物全裸素人 局部パーツ接写 全裸ストレッチ編 Part.2（12月14日、S級素人）

- 焦がれたくちびる（2月25日、SILK LABO、及川大智）
- 義父と嫁、密着中出し交尾 藤波さとり（4月19日、グローリークエスト）
- 合宿中にイラマチオ夜這いされ逆らえず喉奥を犯された敏感女子○生（6月23日、ナチュラルハイ）
- ホテル痴漢11 集団中出しSP（9月8日、ナチュラルハイ）
- 【閲覧注意】巡回警備員の強●映像 人の居ないオフィス、残業OLに魔の手が伸びる！！（10月14日、グーニーズ）
- 【竿をシゴいて玉を頬張りアナルまで舐め尽くす！】バキュームフェラで精子を搾り取る美人歯科衛生士！【剛毛おまん娘に極太バイブ】卑猥な陰毛が愛液まみれ！【チン○ン(マ○コに)こすれてる・・・欲しい・・・あっ挿った】可愛いウブ声を上げて良く鳴く【お尻叩かれて悦びO×＃ %＄＊＊ごめんなさ～い】聞き取り不可能な喘ぎ声で逝く！【暴走ちゃん11＠ふじなみさん(25歳/歯科衛生士)の火遊び】（7月15日、FALENO）

- 女のイキツボ直撃レズエステ5 乳首いじりとこねくり責めで拒絶しながらも絶頂をくり返す未開発のカラダ 増量スペシャル（1月12日、ナチュラルハイ）

### アダルトVR

#### 「幸田ユマ」名義
2016年
- 超絶美少女の妹がどんどんエスカレートして理性崩壊（11月10日、CASANOVA）
- お兄ちゃん、えっちな妹でごめんなさい。（12月30日、CASANOVA）

2017年
- 親には内緒の女子校生いちゃラブVRセックス!!（3月3日、TMA）
- Re:エロから始まるVR異世界性活 イキ戻り1日目 フェラ抜き編（4月12日、TMA）
- Re:エロから始まるVR異世界性活 イキ戻り2日目 SEX編（4月12日、TMA）

#### 「藤波さとり」名義
- 目の前で痴漢! 助けを求め訴えかける表情で見つめてくる女の子と何も出来ない僕。 そして痴女が現れ、犯される女の子を見ながら逆痴漢される!（9月22日、SODクリエイト）
- 両耳で囁かれるWバイノーラル淫語責め唾たらし焦らし寸止め姉妹女子○生痴女ハーレム（11月17日、SODクリエイト）
- 美人混浴コンパニオンと夢のハーレム体験! 勃起チ○ポに興奮した3人娘が、おっぱい・おマ○コ・お尻を見せつけながら僕のチ○ポを奪い合う!最後は欲情マ○コに特濃ザーメンたっぷり中出し!（12月1日、SODクリエイト）

- コタツ団欒 家族サービスしてたら、妹が可愛すぎて我慢できずにイチャつき 生中出しSEX（1月29日、KMPVR）
- リアル風俗卒業宣言! この1作品で色んな風俗がバーチャル体験できる!! PART3 【美少女編】（3月28日、BAZOOKA）
- 「お尻がまたでかくなったかも…見てくれない?」 幼馴染のさとりにお悩み相談されて女子校生のむっちりデカ尻!!を見てたら興奮して濃密生中出しSEX!!（5月20日、KMPVR）
- STOP!! 不思議な時計で時間停止!! 時を止めて気づかれずに2人同時に犯す!! ナース&女子校生 完全ストップ! 病院編&女子校編（7月24日、KMPVR-bibi-）
- 超高級風俗! 可愛すぎる美少女の制服J●リフレ!! 裏オプションで本番セックス!（9月19日、BAZOOKA）
- 指名No.1 リピート率100%の難攻不落なデリヘル嬢に連続生中出しできた件。（9月30日、KMPVR）
- 超高級風俗! 猫耳ローションSEX!（10月4日、BAZOOKA）
- 耳元でたっぷりねっとり濃厚な、いやらしい淫語でめちゃくちゃ!はぁはぁ!くちゅくちゅ!ペロペロ!してくる親戚のお姉さんと濃密密着ハーレム中出しSEX（12月19日、KMPVR-彩-）
- 真下からの神アングル痴漢VR（12月21日、ROOKIE VR）

- 悶絶クンニMANIAX VR（1月11日、ワンズファクトリー）
- マッチングアプリで捕まえた美少女と即日カーセックス! 車内プレイを恥じらう美少女を言いくるめ、性欲のままに連続発射!（1月24日、KMPVR）
- 大学のダンスサークルに入部したら男はボク一人!しかも全員巨乳で全裸で踊っていた! もの凄い腰振りで即絶頂!即中出し!（2月22日、ワンズファクトリー）
- 美少女拘束デリヘル倶楽部（2月28日、KMPVR-彩-）
- 勉強中のボクに妹がイタズラして来るので、女のカラダを勉強させてもらい中出し!（3月6日、MAX-A VR）
- 大人気インディーズバンドのボーカルのボクの自宅に、かわいいグルーピーたちが喜んでついてきた! もちろん全員いただきます(笑)!ステージのボクにも絶賛だけど、ボクのチ●ポに絶賛が止まらない!チ●ポ褒めピースフルハーレムスペシャル!（3月11日、KMPVR）
- 僕の友達の姉妹はパンチラ6人姉妹。 大家族の友達の家の中は姉妹たちがパンチラを気にせず生活している。そんな友達の家に泊まりに行った僕は目のやり場に困ってしまって…（3月27日、KMPVR-彩-）
- トイレがない世界で、女子校のトイレになれるVR（5月17日、SODクリエイト）
- バター犬VR 【ペット視点×鳴き声付き】で可愛い女の子たちのプライベート空間に潜入してクンニし放題!ペット目線でしか見れない超接近視点でオッパイ・マ○コやパンチラ見放題できるVR（5月24日、SODクリエイト）
- エスパーになってクラスの女子を思いのままに操れるVR（6月7日、ムーディーズ）
- フェラ舌VR 美しい口元から伸びるエロ舌がチ○コにイヤラしく絡みつく（6月14日、SODクリエイト）
- 地方都市のおっパブはALL TIMEこっそり本番OK!! エロくて性格が良い地方おっパブ嬢に精子が枯れるまで抜かれまくり!ラッキー中出しVR!!（6月14日、変態紳士倶楽部）
- キメセクVR 媚薬・覚醒・絶頂・SEX中毒になった彼女にキメパコ好き放題ハメ倒されるVR（6月27日、SODクリエイト）
- AVマニアの僕の部屋にAVを見にきた同級生(いじめっこ)が無防備な体勢でパンツにシミを作ってムラムラしだして、あげくの果てに超接近パンチラ誘惑VR（6月27日、変態紳士倶楽部）
- 女湯潜入の夢! 完璧に女装して女湯に忍びこんだが、脱衣所ですぐバレた…だが、幸い他の客は誰もおらず、密室状態で勃起チ●コを丸出し。それに反応したチ●ポ大好き女が、興奮してパン染みマ●コやアナルを見せつけてきたので、濃厚クンニと超密着SEXをお見舞いしてやった!!（8月20日、KMPVR-bibi-）
- 美少女ソロキャンパーを夜●い 狭いテントで熱気ムンムン! 恐怖の深夜テント。（9月7日、ブイワンVR）
- 受験間近の僕に教師の美鈴が勉強に付き合ってくれる。そして同じく受験生のさとりも一緒に勉強をする。それなのに相変わらずパンチラを気にしない2人に集中出来ない僕。（9月18日、KMPVR-彩-）
- 非主観・盗撮・透明人間目線 素人カップル ラブホ覗き見VR（9月27日、変態紳士倶楽部）
- パパ活円光! 彼氏持ち制服J○を汗臭チ○ポで犯して喘ぎまくり感じまくり絶頂しまくりの中出し性交!!（10月14日、こあらVR）
- 先っぽ3cmまでは挿入させてくれる姉とのギリギリ相姦未満生活 【VR編】 僕のチ○ポで朝練フェラとヌチュヌチュやらしい音の先っぽ騎乗位とキスしまくりグラインド対面座位と膣奥突きまくりバックとイク時エビ反りになる超・覆いかぶさり正常位 【生中出し】（11月27日、アリスJAPAN）
- さとり女王様の調教部屋（12月6日、サロメ）
- アナル悪戯VR（12月24日、ワープエンタテインメント）

- 母娘共謀ウェディング（1月8日、ワープエンタテインメント）
- リアル性交サバイバル PACOLOR JAPAN VR（5月31日、TMA）
- 生意気な妹に抵抗され睨まれ罵倒されながら無理やり近親相姦する兄VR（6月30日、TMA）
- 中出し成功率100％のパパ活神アプリ 速攻美少女に出会えて生ハメ! 生中出しSEX!（10月1日、ROOKIE VR）

### イメージDVD
- Yuma 運命の美少女（2016年5月5日、REbecca）※「幸田ユマ」名義

## 出演

### テレビ
- 魚拓と成瀬のツキとスッポンぽん #178,#179（2018年1月28日,2月4日、パチ・スロ サイトセブンTV）

### ウェブテレビ
- DTテレビ（2018年、AbemaTV）- 再現VTRでの女子高生
- 私とデートしませんか？#5（2020年10月23日、らぽふぁん JAV/YouTube[10]）‐ 藤波さとり役

### オリジナルビデオ
- Tフロンティア（2018年2月9日、ZENピクチャーズ）- 「北舘静香/Tフロンティア」役（主演）

### 映画
- ばるぼら[要出典]（2020年11月20日、イオンエンターテイメント）

### イベント
- 決まる！主役を全力で引き立てる熱演を魅せる最優秀助演AV女優は誰だ！？私達は女優です！演技派女優4名の演技力を見に来て下さいナイト（2019年10月6日、東京・ネイキッドロフト）[11][12]